# Rahul Rawail
Rahul Rawail né en 1951 à Bombay, est un réalisateur, scénariste, producteur, monteur et acteur indien.

## Filmographie sélective
Réalisateur
- Buddha Mar Gaya (2007) (producteur)
- Is Pyaar Ko Kya Naam Doon (2007) (scénariste)
- Jo Bole So Nihaal (2005) (acteur, monteur)
- Kuch Khatti Kuch Meethi (2001)
- Arjun Pandit (1999)
- ...Aur Pyaar Ho Gaya (1997)
- Anjaam (1994)
- Bekhudi (1992)
- Mast Kalandar (1991) (producteur)
- Yodha (1991)
- Jeevan Ek Sanghursh (1990)
- Dharam Yuddh (1988), série télévisée
- Honee Ahonee (1988), série télévisée
- Dacait (1987) (producteur)
- Samundar (1986)
- Arjun (1985)
- Betaab (1983)
- Biwi O Biwi (1981)
- Love story (1981) (non crédité)
- Gunehgaar (1980)

Assistant réalisateur
- Bobby (1973)
- Kal Aaj Aur Kal (1971)
- Mera Naam Joker (1970)